# Calolziocorte
Calolziocorte là một đô thị trong tỉnh Lecco, trong vùng Lombardia của Ý, cự ly khoảng 40 km về phía đông bắc của Milan và khoảng 6 km về phía đông nam của Lecco. Tại thời điểm ngày 31 tháng 12 năm 2004, đô thị này có dân số 14.121 người và diện tích là 9,0 km².
Đô thị Calolziocorte có các frazioni (các đơn vị dân cư trực thuộc, chủ yếu là các làng) Rossino, Lorentino, Sopracornola, Pascolo, Foppenico, và Sala.
Calolziocorte giáp các đô thị: Brivio, Carenno, Erve, Monte Marenzo, Olginate, Torre de' Busi, Vercurago.

## Người địa phương nổi tiếng
- Michela Vittoria Brambilla, nhà chính trị Ý
- Stefano Corti